# XXIX Premis de la Unión de Actores
La XXVIII edició dels Premis de la Unión de Actores, corresponents a l'any 2019, concedits pel sindicat d'actors Unión de Actores y Actrices, va tenir lloc el 9 de març de 2020 al Circo Price.
 Fou presentada per Félix Estaire. En aquesta edició hi participà activament el Govern de La Rioja, a través de La Rioja Turismo i La Rioja Film Commission, per tal de promoure la producció cinematogràfica a La Rioja i als professionals riojans. Aquesta edició ha estat marcada per una clara reivindicació de la dona per la igualtat de drets i de professió.

## Candidatures

### Premi a Tota una vida
- Carmen Maura

### Premi Especial
- Sindicato de guionistas de España ALMA

### Menció d'Honor Mujeres en Unión
- Pilar Bardem

### Cinema

#### Millor actriu protagonista
| Actriu        | Pel·lícula            | Resultat   |
| ------------- | --------------------- | ---------- |
| Belén Cuesta  | La trinchera infinita | Guanyadora |
| Penélope Cruz | Dolor y gloria        | Nominada   |
| Marta Nieto   | Madre                 | Nominada   |

#### Millor actor protagonista
| Actor               | Pel·lícula              | Resultat  |
| ------------------- | ----------------------- | --------- |
| Karra Elejalde      | Mientras dure la guerra | Guanyador |
| Antonio Banderas    | Dolor y gloria          | Nominat   |
| Antonio de la Torre | La trinchera infinita   | Nominat   |

#### Millor actriu secundària
| Actriu           | Pel·lícula              | Resultat   |
| ---------------- | ----------------------- | ---------- |
| Nathalie Poza    | Mientras dure la guerra | Guanyadora |
| Antonia San Juan | El hoyo                 | Nominada   |
| Inma Cuevas      | Mientras dure la guerra | Nominada   |

#### Millor actor secundari
| Actor            | Pel·lícula              | Resultat  |
| ---------------- | ----------------------- | --------- |
| Asier Etxeandía  | Dolor y gloria          | Guanyador |
| Nacho Sánchez    | Diecisiete              | Nominat   |
| Eduard Fernández | Mientras dure la guerra | Nominat   |

#### Millor actriu de repartiment
| Actriu          | Pel·lícula      | Resultat   |
| --------------- | --------------- | ---------- |
| Julieta Serrano | 'Dolor y gloria | Guanyadora |
| Mona Martínez   | Adiós           | Nominada   |
| Susi Sánchez    | Dolor y gloria  | Nominada   |

#### Millor actor de repartiment
| Actor              | Pel·lícula            | Resultat  |
| ------------------ | --------------------- | --------- |
| David Luque        | La influencia         | Nominat   |
| Emilio Palacios    | La trinchera infinita | Nominat   |
| Leonardo Sbaraglia | 'Dolor y gloria       | Guanyador |

### Premis revelació

#### Millor actriu revelació
| Actriu          | Pel·lícula, serie u obra | Resultat   |
| --------------- | ------------------------ | ---------- |
| Claudia Salas   | La peste                 | Nominada   |
| Greta Fernández | Elisa y Marcela          | Nominada   |
| Irene Arcos     | 'El embarcadero          | Guanyadora |

#### Millor actor revelació
| Actor         | Pel·lícula, serie u obra | Resultat  |
| ------------- | ------------------------ | --------- |
| César Vicente | Dolor y gloria           | Nominat   |
| Enric Auquer  | Quien a hierro mata      | Nominat   |
| Kike Guaza    | Juguetes rotos           | Guanyador |

### Televisió

#### Millor actriu protagonista
| Actriu       | Sèrie de televisió | Resultat |
| ------------ | ------------------ | -------- |
| Candela Peña | Hierro             | Ganadora |
| Alba Flores  | La casa de papel   | Nominada |
| Toni Acosta  | Señoras del hampa  | Nominada |

#### Millor actor protagonista
| Actor                  | Sèrie de televisió          | Resultat  |
| ---------------------- | --------------------------- | --------- |
| Javier Cámara          | 'Vota Juan                  | Guanyador |
| Javier Gutiérrez       | Estoy vivo                  | Nominat   |
| Miguel Ángel Silvestre | En el corredor de la muerte | Nominat   |

#### Millor actriu secundària
| Actriu         | Sèrie de televisió | Resultat   |
| -------------- | ------------------ | ---------- |
| Aixa Villagrán | Vida perfecta      | Nominada   |
| Carmen Ruiz    | Matadero           | Guanyadora |
| Nuria Mencía   | Vota Juan          | Nominada   |

#### Millor actor secundari
| Actor           | Sèrie de televisió | Resultat  |
| --------------- | ------------------ | --------- |
| Alberto Velasco | Vis a vis          | Nominat   |
| Alejo Sauras    | 'Estoy vivo        | Guanyador |
| Enric Auquer    | Vida perfecta      | Nominat   |

#### Millor actriu de repartiment
| Actriu         | Sèrie de televisió | Resultat   |
| -------------- | ------------------ | ---------- |
| Candela Cruz   | La peste           | Nominada   |
| Goizalde Núñez | 'Estoy vivo        | Guanyadora |
| Leonor Watling | Vivir sin permiso  | Nominada   |
|                |                    |            |

#### Millor actor de repartiment
| Actor          | Sèrie de televisió    | Resultat  |
| -------------- | --------------------- | --------- |
| Fernando Cayo  | 'La casa de papel     | Guanyador |
| Jesús Castejón | Estoy vivo            | Nominat   |
| Manolo Caro    | Brigada Costa del Sol | Nominat   |

### Teatre

#### Millor actriu protagonista
| Actriu               | Muntatge                        | Resultat   |
| -------------------- | ------------------------------- | ---------- |
| Adriana Ozores       | Los hijos                       | Nominada   |
| Aitana Sánchez-Gijón | Juana                           | Nominada   |
| Verónica Forqué      | Las cosas que sé que son verdad | Guanyadora |

#### Millor actor protagonista
| Actor           | Muntatge                   | Resultat  |
| --------------- | -------------------------- | --------- |
| Alberto Berzal  | Divinas palabras           | Nominat   |
| Ernesto Alterio | Shock, el cóndor y el puma | Nominat   |
| Nacho Guerreros | Juguetes rotos             | Guanyador |

#### Millor actriu secundària
| Actriu            | Muntatge                                      | Resultat   |
| ----------------- | --------------------------------------------- | ---------- |
| Esperanza Elipe   | Hombres que escriben en habitaciones pequeñas | Nominada   |
| Lucía Fuengallego | Tito Andrónico                                | Nominada   |
| Pilar Gómez       | 'Las cosas que sé que son verdad              | Guanyadora |

#### Millor actor secundari
| Actor          | Muntatge                        | Resultat  |
| -------------- | ------------------------------- | --------- |
| Jorge Muriel   | Las cosas que sé que son verdad | Nominat   |
| Víctor Clavijo | 'Lehman trilogy                 | Guanyador |
| Luis Rallo     | Divinas palabras                | Nominat   |

#### Millor actriu de repartiment
| Actriu            | Muntatge               | Resultat   |
| ----------------- | ---------------------- | ---------- |
| Concha Velasco    | Metamorfosis           | Nominada   |
| Consuelo Trujillo | La geometría del trigo | Guanyadora |
| Natalie Pinot     | Desatadas              | Nominada   |

#### Millor actor de repartiment
| Actor            | Muntatge                                    | Resultat  |
| ---------------- | ------------------------------------------- | --------- |
| David Tortosa    | El curioso incidente del perro a medianoche | Nominat   |
| Eduard Alejandre | Gross indecency                             | Nominat   |
| Fran Cantos      | Jauría                                      | Guanyador |

### Producció internacional

#### Millor actriu
| Actriu       | Producció             | Resultat   |
| ------------ | --------------------- | ---------- |
| Ana de Armas | 'Knives Out           | Guanyadora |
| María León   | La casa de las flores | Nominada   |
| Paz Vega     | The OA                | Nominada   |

#### Millor actor
| Actor         | Producció             | Resultat |
| ------------- | --------------------- | -------- |
| Jordi Mollà   | Jack Ryan             | Nominat  |
| Óscar Jaenada | Hernán                | Ganador  |
| Paco León     | La casa de las flores | Nominat  |